# 852

## Narození
- Bořivoj I. (mezi 852 a 855 – mezi 888 a 891) – první historicky doložený český panovník

## Úmrtí
- ? – Abd ar-Rahmán II., umajjovský emír córdobského emirátu (* 788)

## Hlavy státu
- Velkomoravská říše – Rostislav
- Papež – Lev IV.
- Anglie
  - Wessex a Kent – Ethelwulf
  - Mercie – Burgred
- Skotské království – Kenneth I.
- Východofranská říše – Ludvík II. Němec
- Západofranská říše – Karel II. Holý
- První bulharská říše – Presjan – Boris I.
- Byzanc – Michael III.
- Svatá říše římská – Lothar I. Franský + Ludvík II. Němec